# Mysmenopsis furtiva
Espèce
Mysmenopsis furtiva est une espèce d'araignées aranéomorphes de la famille des Mysmenidae.

## Distribution
Cette espèce est endémique de Jamaïque.

## Description
Les mâles mesurent de 1,33 à 1,55 mm et les femelles de 1,41 à 1,65 mm. Cette araignée est kleptoparasite.

## Publication originale
- Coyle & Meigs, 1989 : Two new species of kleptoparasitic Mysmenopsis (Araneae, Mysmenidae) from Jamaica. Journal of Arachnology vol. 17, p. 59-70 (texte intégral).